# Episodi di Miss Fisher - Delitti e misteri (terza stagione)
La terza stagione della serie televisiva Miss Fisher - Delitti e misteri è composta da 8 episodi ed è stata trasmessa sul canale australiano ABC1 dal 8 maggio al 26 giugno 2015.
In Italia è stata trasmessa in prima visione assoluta con alcuni tagli ai singoli episodi dal 9 al 30 agosto 2016 su Rai 1. La serie è andata in onda in replica su Rai Premium dal 19 aprile 2017 in versione integrale senza tagli.
| nº | Titolo originale    | Titolo italiano            | Prima TV Australia | Prima TV Italia |
| -- | ------------------- | -------------------------- | ------------------ | --------------- |
| 1  | Death Defying Feats | La sirenetta dei miracoli  | 8 maggio 2015      | 9 agosto 2016   |
| 2  | Murder & the Maiden | Morte e aviatori           | 15 maggio 2015     | 9 agosto 2016   |
| 3  | Murder & Mozzarella | Delitto al ristorante      | 22 maggio 2015     | 16 agosto 2016  |
| 4  | Blood & Money       | Sangue e denaro            | 29 maggio 2015     | 16 agosto 2016  |
| 5  | Death & Hysteria    | Morte e psiche             | 5 giugno 2015      | 23 agosto 2016  |
| 6  | Death at the Grand  | Omicidio al Grand Hotel    | 12 giugno 2015     | 23 agosto 2016  |
| 7  | Game, Set & Murder  | Gioco, partita... omicidio | 19 giugno 2015     | 30 agosto 2016  |
| 8  | Death Do Us Part    | Finché morte non ci separi | 26 giugno 2015     | 30 agosto 2016  |

## La sirenetta dei miracoli
- Titolo originale: Death Defying Feats
- Diretto da: Tony Tilse
- Scritto da: Elizabeth Coleman

### Trama
Nel corso di uno spettacolo di illusionismo una ghigliottina decapita per davvero la testa dell'assistente del prestigiatore. Dorothy, Cec e Bert – presenti tra il pubblico – chiamano Miss Fisher, i cui programmi per una serata in compagnia di Jack erano già stati sconvolti dall'arrivo di un ospite inatteso.
- Ascolti Australia: telespettatori 1.071.000[1]
- Ascolti Italia: telespettatori 475.000 – share 5,3%[2]

## Morte e aviatori
- Titolo originale: Murder & the Maiden
- Diretto da: Tony Tilse
- Scritto da: Ysabelle Dean

### Trama
Phryne viene invitata dal suo amico Lyle Compton alla base aerea militare per indagare sulla scomparsa dell'aviatore James Manning, recentemente salvatosi da un incidente aereo. L'ufficiale voleva scoprire chi fosse il responsabile del sabotaggio, che la stampa ha individuato nel sindacato dei meccanici. Contemporaneamente il cadavere di una sconosciuta viene rinvenuto vicino alla recinzione della base.
- Ascolti Australia: telespettatori 1.006.000[3]
- Ascolti Italia: telespettatori 267.000 – share 5,1%[2]

## Delitto al ristorante
- Titolo originale: Murder & Mozzarella
- Diretto da: Peter Andrikidis
- Scritto da: Chris Corbett

### Trama
Durante i preparativi per la conversione di Hugh al cattolicesimo in vista delle nozze con Dot, arriva la notizia che nel vicino ristorante italiano dei Carbone è stata assassinata nonna Luisa. Il genero Guido accusa la famiglia rivale degli Strano, che si vocifera abbia legami con la Camorra.
- Ascolti Australia: telespettatori 988.000[4]
- Ascolti Italia: telespettatori 538.000 – share 5,3%[5]

## Sangue e denaro
- Titolo originale: Blood & Money
- Diretto da: Peter Andrikidis
- Scritto da: Belinda Chayko

### Trama
Miss Fisher viene ingaggiata dal piccolo Paddy, un orfano senza fissa dimora, per ritrovare il fratello Ned. Nel frattempo, mentre la dottoressa MacMillan sta portando avanti una raccolta fondi per curare gli invalidi di guerra, un'infermiera scopre il cadavere di un altro bambino, Badger la peste, che aveva in comune con lo scomparso l'appartenenza alla stessa banda di strada.
- Ascolti Australia: telespettatori 968.000[6]
- Ascolti Italia: telespettatori 399.000 – share 6,8%[5]

## Morte e psiche
- Titolo originale: Death & Hysteria
- Diretto da: Mat King
- Scritto da: Ysabelle Dean

### Trama
Attraversando un periodo di profondo dolore dovuto alla morte dell'amato figlio Arthur, zia Prudence si rivolge al dottor Samuels, che in poco tempo la convince ad ospitare in casa sua una vera e propria clinica, dove il medico cura donne facoltose afflitte da isteria femminile seguendo pratiche alquanto innovative. Una di queste ospiti, Betsy Cohen, un giorno muore folgorata nella propria camera durante l'uso di un "percussore" (un vibratore), ma all'arrivo della polizia e di Miss Fisher l'arma del delitto risulta scomparsa. In seguito alla partenza di Hugh, il detective Robinson viene affiancato dall'agente Neville Martin.
- Altri interpreti: Philip Quast (Dr. Hayden Samuels)
- Ascolti Australia: telespettatori 1.002.000[7]
- Ascolti Italia: telespettatori 571.000 – share 6,4%[8]

## Omicidio al Grand Hotel
- Titolo originale: Death at the Grand
- Diretto da: Mat King
- Scritto da: Chris Corbett

### Trama
Il concierge del Grand Hotel viene spinto giù dal tetto mentre stava cercando di scappare da un ladro. Vicino al cadavere viene trovata una valigia vuota con il nome di Miss Fisher. Phryne scopre così che suo padre, ospite dell'albergo, non è mai partito per l'Inghilterra e ha perso al gioco la ricca somma destinata alla sua consorte. Nel corso delle indagini Neville comincia a provare qualcosa per Dorothy.
- Ascolti Australia: telespettatori 999.000[9]
- Ascolti Italia: telespettatori 341.000 – share 5,9%[8]

## Gioco, partita... omicidio
- Titolo originale: Game, Set & Murder
- Diretto da: Daina Reid
- Scritto da: Elizabeth Coleman

### Trama
Phryne organizza un torneo femminile di tennis al quale partecipano le acerrime rivali Constance Burrows e Angela Lombard. Al momento di cambiarsi Belinda Roswell – la compagna di allenamento di Constance – muore dopo essere stata morsa da un ragno velenoso nascosto all'interno delle scarpe. Il fatto che stesse usando le calzature della Burrows fa pensare che non fosse lei la vittima designata. La popolarità dell'evento attira la presenza del fotografo scandalistico Fredrick Burn, nel cui obiettivo finiscono anche Miss Fisher e i suoi amici. Il caso segna il ritorno di Hugh, da poco promosso al grado di agente scelto.
- Ascolti Australia: telespettatori 932.000[10]
- Ascolti Italia: telespettatori 854.000 – share 8,2%[11]

## Finché morte non ci separi
- Titolo originale: Death Do Us Part
- Diretto da: Daina Reid
- Scritto da: Kris Wyld

### Trama
Ad un giorno dalla partenza per l'Inghilterra del barone Henry Fisher, l'uomo che aveva attentato alla sua vita scappa dall'ospedale nel quale era piantonato. Un indizio porta a pensare che il fuggitivo sia andato all'istituto scientifico Wren da dove giunge la notizia di un omicidio: l'astrofisico inglese Quentin Tode, fresco vincitore di un premio, è stato trovato morto all'interno dell'osservatorio astronomico dell'istituto dopo un acceso alterco con Padre O'Leary.
- Ascolti Australia: telespettatori 1.004.000[12]
- Ascolti Italia: telespettatori 496.000 – share 7,7%[11]